# Leki immunosupresyjne
Leki immunosupresyjne, immunosupresanty, immunosupresory – leki hamujące aktywność układu odpornościowego.

## Podział
- kortykosteroidy
- cytostatyki
  - czynniki alkilujące
  - antymetabolity
  - antybiotyki cytotoksyczne
- przeciwciała
  - przeciwciała poliklonalne
  - przeciwciała monoklonalne
- leki działające na immunofiliny
  - cyklosporyna
  - takrolimus (Prograf, FK506)
  - sirolimus (Rapamune, Rapamycyna)
- inne leki
  - interferony
  - opioidy
  - białka wiążące TNF
  - kwas mykofenolowy i mykofenolan mofetylu